# Charles Lennox, IV duca di Richmond
Charles Lennox, IV duca di Richmond, Lennox e Aubigny (Fochabers, 9 dicembre 1764 – Richmond, 28 agosto 1819), è stato un nobile, politico e militare britannico.

## Biografia

### Infanzia

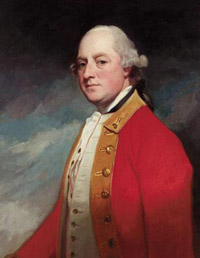
Lord George Lennox in uniforme

Charles Lennox nacque al Castello di Gordon presso Fochabers, in Scozia, figlio del generale Lord George Lennox, figlio minore di Charles Lennox, II duca di Richmond. Sua madre era lady Louisa, figlia di William Kerr, IV marchese di Lothian.

### Cricket

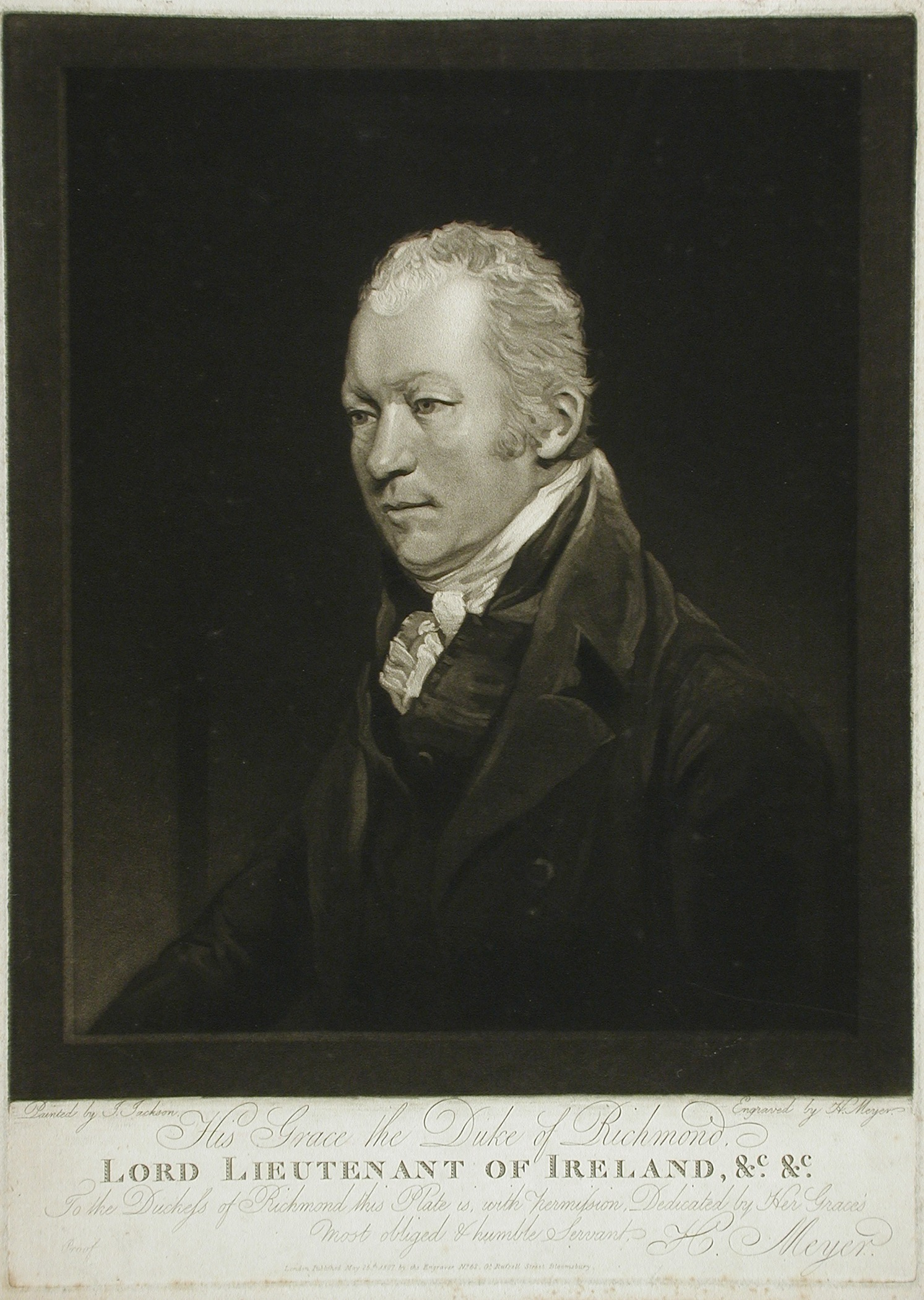
Charles in una stampa d'epoca

Come da tradizione della sua famiglia, anche Charles si appassionò molto al cricket. Egli era un noto battitore di ottima qualità. Come amatoriale, egli fu membro fondatore del Marylebone Cricket Club. Nel 1786, assieme a George Finch, IX conte di Winchilsea, il futuro Duca di Richmond offrì Thomas Lord come garanzia per dare inizio alla costruzione di un nuovo campo da cricket nel 1787. Anche se il Lord's Cricket Ground era già stato spostato due volte, Lennox e Winchilsea organizzarono i migliori tra i giocatori di cricket della loro epoca. Di lui si sa che tra il 1784 ed il 1800 giocò 55 partite.

### Carriera militare

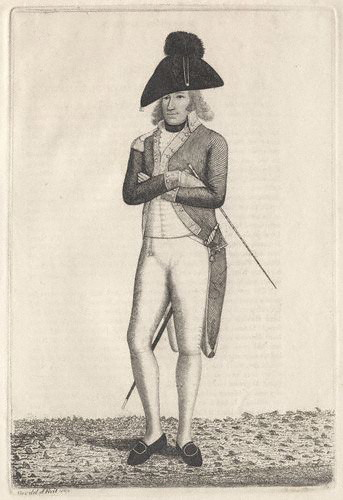
Charles Lennox nel 1789

Sin dalla gioventù, il Duca di Richmond entrò nel British Army come capitano all'età di 23 anni, nel 1787. Il 17 maggio 1789, mentre si trovava col grado di colonnello nel reggimento del Duca di York, venne coinvolto in un duello con lo stesso Federico Augusto di Hannover, il quale aveva espresso l'opinione che il "colonnello Lennox gli aveva rivolto delle parole a Daughbigny che nessun altro gentiluomo avrebbe osato rivolgergli", accusandolo quindi effettivamente di averlo insultato pubblicamente. Al Wimbledon Common, Lennox sparò per il duello, ma il suo proiettile "tagliò giusto un ciuffo dei capelli di Sua Altezza Reale"; il Duca in risposta non sparò. Il colonnello Lennox poco dopo cambiò la sua compagnia di militanza per ottenere il posto di tenente colonnello nel 35th Regiment of Foot. Il 1º luglio di quello steso anno, egli venne coinvolto in un altro duello, questa volta con Theophilus Swift, come conseguenza di un pamphlet ritrovato nel quale si criticava il carattere di Lennox e che veniva pubblicizzato col nome di Swift. I due si incontrarono in un campo presso Uxbridge Road, dove Swift venne colpito al corpo, ma si riprese poco dopo.

### Matrimonio

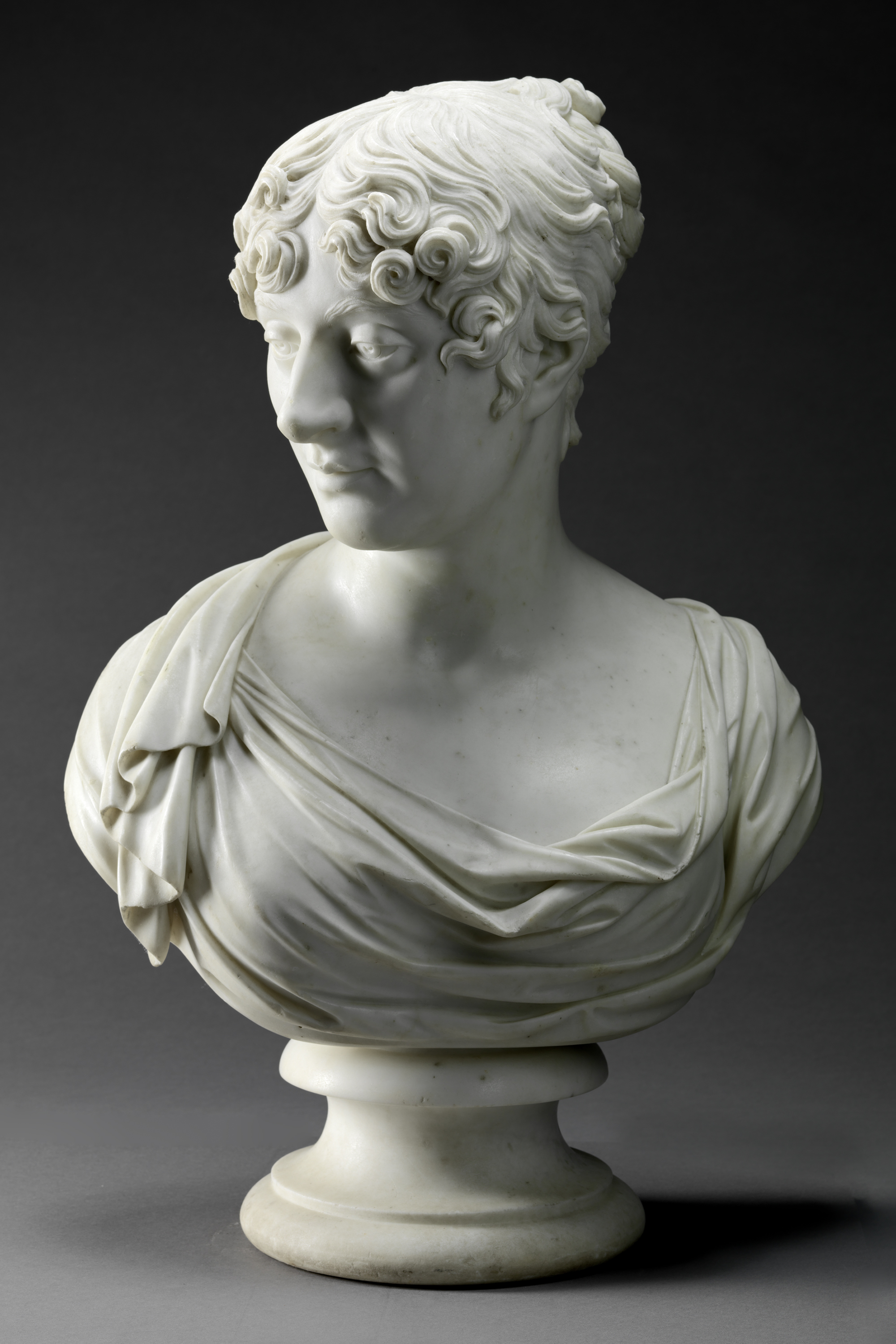
Busto di Charlotte, IV duchessa di Richmond di Joseph Nollekens (1812)

Poco dopo in quello stesso anno Charles Lennox sposò lady Charlotte Gordon (1768-1842), figlia del IV Duca di Gordon. Nel 1794 e nel 1795 egli prese parte alle battaglie navali contro i francesi nelle Indie Orientali ed a Gibilterra, ma venne rinviato in patria quando entrò in conflitto anche coi suoi superiori. Interessatosi di politica, dunque, egli fu membro del parlamento per il Sussex succedendo a suo padre dal 1790 sino alla sua ascesa al ducato di famiglia nel 1806.

### Duca di Richmond, Lennox e Aubigny

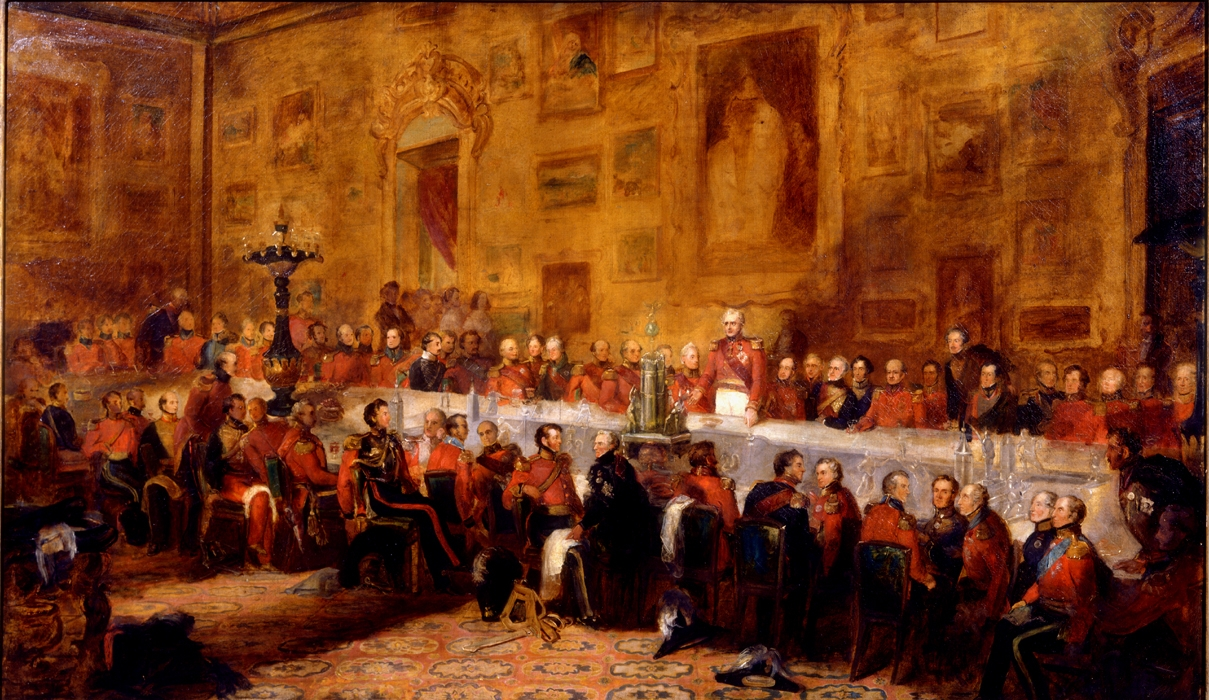
Il banchetto di Waterloo di William Salter

Egli divenne IV Duca di Richmond il 29 dicembre 1806, dopo la morte di suo zio, Charles Lennox, III duca di Richmond. Nell'aprile del 1807 egli divenne Lord Luogotenente d'Irlanda, posto al quale rimase sino al 1813, con Arthur Wellesley (poi duca di Wellington) in qualità di suo segretario. Egli prese parte alle Guerre napoleoniche e nel 1815 ottenne il comando delle forze di riserva a Bruxelles col compito di proteggere la città nel caso in cui Napoleone avesse vinto la Battaglia di Waterloo. Il 15 giugno, la notte prima della Battaglia di Quatre Bras, sua moglie diede una festa danzante per tutti gli ufficiali. Qualcuno osservò che nella battaglia del giorno successivo, così come in quella di Waterloo il 18 giugno, il Duca non prese parte agli scontri.

### Governatore generale del Canada e morte

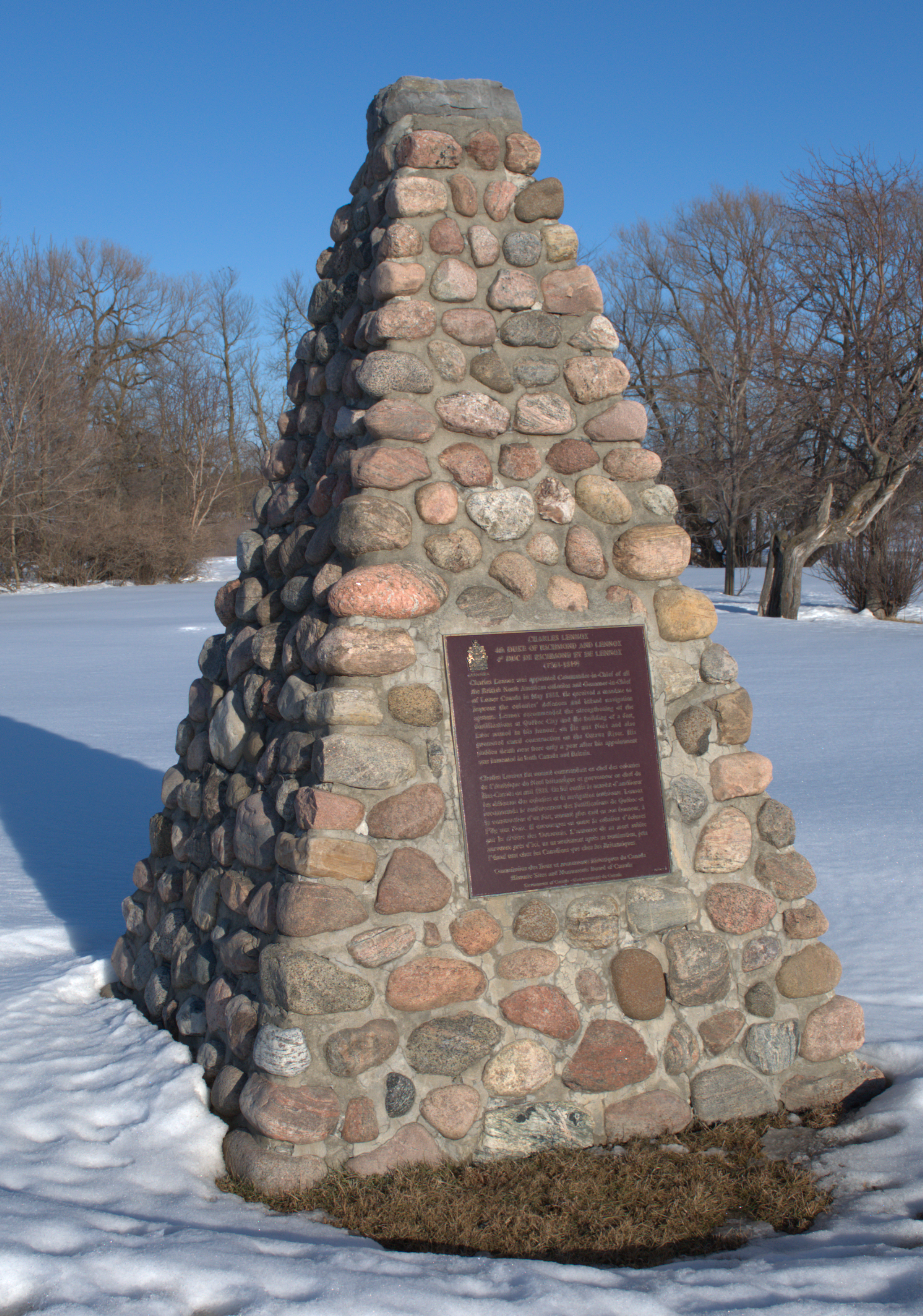
Un monumento al Duca a Richmond nel luogo in cui dovrebbe essere morto

Nel 1818 egli venne nominato Governatore Generale dell'Alto Canada. Mentre si trovava in visita nel territorio nel 1819, egli venne morso da un volpe e morì di rabbia il 28 agosto di quello stesso anno. La notte precedente la sua morte, egli dormì alla "Masonic Arms", una taverna di Richmond, in Ontario, gestita da Andrew Hill (Sergente Maggiore del 100th Regiment of Foot) e da Maria Hill, sua moglie ed eroina della Guerra del 1812. Dopo la morte del Duca di Richmond, Maria preparò il suo corpo perché potesse essere rispedito alla città di Québec per essere sepolto e la taverna prese il nome di 'Duke of Richmond Arms' per commemorare la sua visita. I titoli della casata di Lennox vennero assunti da suo figlio, Charles Gordon-Lennox, V duca di Richmond. Il Duca di Richmond ottenne il funerale di stato a Québec e venne sepolto nella Holy Trinity Cathedral nella città.

## Discendenza
Dal matrimonio tra Lord Charles-Edward e Charlotte Gordon nacquero:
- Charles Gordon-Lennox, V duca di Richmond (1791–1860).
- Mary Lennox (c. 1792 – 7 dicembre 1847), sposò Sir Charles Fitzroy ed ebbe discendenza.
- Tenente Colonnello Lord John George Lennox (3 ottobre 1793 – 10 novembre 1873), sposò Louisa Rodney ed ebbe discendenza.
- Sarah Lennox (c. 1794 – 8 settembre 1873), sposò Peregrine Maitland.
- Georgiana Lennox (30 settembre 1795 – 15 dicembre 1891), sposò William FitzGerald-de Ros, XXIII barone de Ros, ed ebbe discendenza.
- Henry Adam Lennox (6 settembre 1797 – 1812), cadde dalla HMS Blake e annegò.
- William Pitt Lennox (20 settembre 1799 – 18 febbraio 1881), sposò in prime nozze Mary Anne Paton ed in seconde nozze sposò Ellen Smith; ebbe discendenza da quest'ultimo matrimonio.
- Jane Lennox (c. 1800 – 27 marzo 1861), sposò Laurence Peel ed ebbe discendenza.
- Capitano Lord Frederick Lennox (24 gennaio 1801 – 25 ottobre 1829).
- Sussex Lennox (11 giugno 1802 – 12 aprile 1874), sposò Mary Lawless ed ebbe discendenza.
- Louisa Maddelena Lennox (2 ottobre 1803 – 2 marzo 1900), sposò William Tighe, morì senza eredi.
- Charlotte Lennox (c. 1804 – 20 agosto 1833), sposò Maurice Berkeley, I barone FitzHardinge di Bristol, ed ebbe discendenza.
- Tenente colonnello Lord Arthur Lennox (2 ottobre 1806 – 15 gennaio 1864), sposò Adelaide Campbell ed ebbe discendenza.
- Sophia Georgiana Lennox (21 luglio 1809 – 17 gennaio 1902), sposò Lord Thomas Cecil, morì senza eredi.

## Ascendenza
|                                      |                                       |                                         | Genitori                            |  |  | Nonni |  |  | Bisnonni                           |  |  | Trisnonni                                           |  |
|                                      |                                       |                                         |                                     |  |  |       |  |  | Charles Lennox, I duca di Richmond |  |  | Charles II, re d'Inghilterra, di Scozia e d'Irlanda |  |
|                                      |                                       |                                         |                                     |  |  |       |  |  | Charles Lennox, I duca di Richmond |  |  | Charles II, re d'Inghilterra, di Scozia e d'Irlanda |  |
|                                      |                                       | Louise Renée de Penancoët de Kérouaille |                                     |  |  |       |  |  | Charles Lennox, I duca di Richmond |  |  |                                                     |  |
| Charles Lennox, II duca di Richmond  |                                       |                                         |                                     |  |  |       |  |  | Charles Lennox, I duca di Richmond |  |  |                                                     |  |
|                                      |                                       | Anne Brudenell                          | Francis Brudenell, barone Brudenell |  |  |       |  |  |                                    |  |  |                                                     |  |
|                                      |                                       | Anne Brudenell                          | Francis Brudenell, barone Brudenell |  |  |       |  |  |                                    |  |  |                                                     |  |
|                                      |                                       | Anne Brudenell                          | Frances Savile                      |  |  |       |  |  |                                    |  |  |                                                     |  |
| George Lennox                        |                                       | Anne Brudenell                          |                                     |  |  |       |  |  |                                    |  |  |                                                     |  |
|                                      |                                       | William Cadogan, I conte Cadogan        | Henry Cadogan                       |  |  |       |  |  |                                    |  |  |                                                     |  |
|                                      |                                       | William Cadogan, I conte Cadogan        | Henry Cadogan                       |  |  |       |  |  |                                    |  |  |                                                     |  |
|                                      |                                       | William Cadogan, I conte Cadogan        | Bridget Waller                      |  |  |       |  |  |                                    |  |  |                                                     |  |
| Sarah Cadogan                        |                                       | William Cadogan, I conte Cadogan        |                                     |  |  |       |  |  |                                    |  |  |                                                     |  |
|                                      |                                       | Margaretta Cecilia Munter               | Jan Munter                          |  |  |       |  |  |                                    |  |  |                                                     |  |
|                                      |                                       | Margaretta Cecilia Munter               | Jan Munter                          |  |  |       |  |  |                                    |  |  |                                                     |  |
|                                      |                                       | Margaretta Cecilia Munter               | Margaretha Trip                     |  |  |       |  |  |                                    |  |  |                                                     |  |
| Charles Lennox, IV duca di Richmond  |                                       | Margaretta Cecilia Munter               |                                     |  |  |       |  |  |                                    |  |  |                                                     |  |
|                                      | William Kerr, III marchese di Lothian | William Kerr, II marchese di Lothian    |                                     |  |  |       |  |  |                                    |  |  |                                                     |  |
|                                      | William Kerr, III marchese di Lothian | William Kerr, II marchese di Lothian    |                                     |  |  |       |  |  |                                    |  |  |                                                     |  |
|                                      | William Kerr, III marchese di Lothian | Jean Campbell                           |                                     |  |  |       |  |  |                                    |  |  |                                                     |  |
| William Kerr, IV marchese di Lothian | William Kerr, III marchese di Lothian |                                         |                                     |  |  |       |  |  |                                    |  |  |                                                     |  |
|                                      |                                       | Margaret Nicolson                       | Thomas Nicolson, I baronetto        |  |  |       |  |  |                                    |  |  |                                                     |  |
|                                      |                                       | Margaret Nicolson                       | Thomas Nicolson, I baronetto        |  |  |       |  |  |                                    |  |  |                                                     |  |
|                                      |                                       | Margaret Nicolson                       | Margaret Nicolson                   |  |  |       |  |  |                                    |  |  |                                                     |  |
| Louisa Kerr                          |                                       | Margaret Nicolson                       |                                     |  |  |       |  |  |                                    |  |  |                                                     |  |
|                                      |                                       | Robert Darcy, III conte di Holderness   | John Darcy, Lord Conyers            |  |  |       |  |  |                                    |  |  |                                                     |  |
|                                      |                                       | Robert Darcy, III conte di Holderness   | John Darcy, Lord Conyers            |  |  |       |  |  |                                    |  |  |                                                     |  |
|                                      |                                       | Robert Darcy, III conte di Holderness   | Bridget Sutton                      |  |  |       |  |  |                                    |  |  |                                                     |  |
| Caroline Darcy                       |                                       | Robert Darcy, III conte di Holderness   |                                     |  |  |       |  |  |                                    |  |  |                                                     |  |
|                                      |                                       | Frederica Susanna Schomberg             | Meinhard, III duca di Schomberg     |  |  |       |  |  |                                    |  |  |                                                     |  |
|                                      |                                       | Frederica Susanna Schomberg             | Meinhard, III duca di Schomberg     |  |  |       |  |  |                                    |  |  |                                                     |  |
|                                      |                                       | Frederica Susanna Schomberg             | Karoline Elisabeth von der Pfalz    |  |  |       |  |  |                                    |  |  |                                                     |  |
|                                      |                                       | Frederica Susanna Schomberg             |                                     |  |  |       |  |  |                                    |  |  |                                                     |  |